# Sunbeam Speed Twenty
Sunbeam Speed Twenty är en personbil, tillverkad av den brittiska biltillverkaren Sunbeam mellan 1933 och 1935.

## Bakgrund
Louis Coatalen hade anslutit till Sunbeam från Hillman 1909. Han blev kvar fram till mitten av 1920-talet då han gick vidare för att arbeta med moderbolaget STD Motors franska tillverkare Darracqs tävlingsbilar. Coatalens sista konstruktion för Sunbeam var en modellserie med sexcylindriga stötstångsmotorer som presenterades 1926. Dessa bilar fortsatte att utvecklas och tillverkas fram till STD Motors konkurs 1935.

## Sunbeam Speed Twenty
Speed Twenty-modellen var den sista utvecklingen av Coatalens sexor och därmed den sista bilen från det ursprungliga Sunbeam i Wolverhampton. Den obefintliga samordningen inom STD Motors ledde till att modellens främsta konkurrent var koncernkollegan Talbot 105.